# Gangsta Zone
«Gangsta Zone» es una canción del cantante de reguetón Daddy Yankee, en colaboración con el rapero Snoop Dogg, publicada en 2005. Es el segundo sencillo del álbum Barrio Fino En Directo.

## Lista de canciones

### CD sencillo
| N.º | Título                                                                                         | Duración |  |
| 1.  | «Gangsta Zone» (Featuring Snoop Dogg)                                                          | 3:35     |  |
| 2.  | «Gangsta Zone (A capela)»                                                                      | 3:20     |  |
| 3.  | «Gangsta Zone (Instrumental)»                                                                  | 3:33     |  |
| 4.  | «Gangsta Zone (Remix)» (Featuring Héctor el Father, Yomo, Angel Doze, Arcángel & De La Ghetto) | 6:55     |  |
| 5.  | «Gangsta Zone (Clean)» (Featuring Snoop Dogg)                                                  | 3:35     |  |

### Vinilo
| N.º | Título                                        | Duración |  |
| 1.  | «Gangsta Zone (Álbum)» (Featuring Snoop Dogg) | 3:35     |  |
| 2.  | «Gangsta Zone (Clean)» (Featuring Snoop Dogg) | 3:35     |  |
| 3.  | «Gangsta Zone (Instrumental)»                 | 3:33     |  |

## Video
El vídeo de la canción fue grabado en los barrios de Puerto Rico. Lo que se intenta describir en el vídeo es la intensa vida en los barrios y que faltan más materiales para poder salir de la pobreza, además de las pasiones que tienen los jóvenes de barrios puertorriqueños tales como las motos y peleas de gallos.

## Remix
El remix fue producido por el propio Daddy Yankee junto a Naldo & Nely, contó con la colaboración de Héctor el Father, Yomo, Angel Doze, Arcángel & De La Ghetto y fue un tiraera para Don Omar, lo que causó mucha controversia. Hasta hoy es considerada entre las 10 mejores tiraeras de todos los tiempos.

## Posicionamientos
| Listas (2006/2007)                     | Posición |
| -------------------------------------- | -------- |
| U.S. Billboard Hot R&B/Hip-Hop Singles | 37       |
| U.S. Billboard Latin Rhythm Airplay    | 23       |
| U.S. Billboard Latin Tropical Airplay  | 39       |